# Franz Oswald (Architekt)
Franz Renato Giuseppe Oswald (* 24. Januar 1938 in Bern) ist ein Schweizer Architekt, Städtebauer und Hochschullehrer em. der ETH Zürich.

## Leben und Wirken
Franz Oswald schloss das Architekturstudium an der ETH Zürich 1963 mit dem Diplom bei Werner Max Moser ab. Er arbeitete zunächst bei Oswald Mathias Ungers in dessen Kölner und Berliner Büro, der sich damals stark konzeptionell mit Städtebautheorie auseinandersetzte. Anschliessend ging er zu weiteren Studien an die Cornell University, wo er 1966 bei Colin Rowe einen Master für Städtebau erhielt. Es folgten direkt anschliessend Assistenzprofessuren an der Cornell (1966–1968), Cooper Union in New York (1967) und der EPF in Lausanne (1971) sowie an der  ETH Zürich (1972–1977). Dort wurde er 1978 ordentlicher Professor für Architektur und Entwurf – 1993 wechselte er ans Institut für Architektur und Städtebau. 1994 gründete er mit Peter Baccini, dem Professor für Stoffhaushalt und Entsorgungstechnik, das transdisziplinäre Forschungsprojekt Synoikos. 2003 wurde er emeritiert.
Oswald hatte ab 1974 sein eigenes Architekturbüro in Bern, das später unter «O&S Architekten» firmierte. Seine Ideen propagierte er aber oft in Form von Projekten und Ausstellungen, daneben stellte er sie in Form relativ weniger Bauten dar, die aber vielfältig rezipiert wurden und einen bemerkenswerten Beitrag etwa zum partizipativen Bauen oder zum Netzwerkcharakter des Städtebaus darstellten.

## Werke (Auswahl)

### Schriften, Ausstellungen und konzeptionelle Projekte
- Projects for Manhattan. Ausstellung MOMA, New York 1968. (Mit Colin Rowe u. a.)
- Manila – project for the development of its urban environment. 1975. (Mit P. Dubach, T.C. Guggenheim u. a.)
- Ghala Dokhtar Atechkade. Projekt für die Arheltung von sassanidischen Monumenten, Firouzabad 1977.
- Urphänomene der Architektur: Erscheinungsformen – Bedeutungen – Wirkungen. 4 Bände. Verlag der Fachvereine an den schweizerischen Hochschulen und Techniken (vdf), Zürich 1977.
- Mit Peter Baccini: Netzstadt. Transdisziplinäre Methoden zum Umbau urbaner Systeme. vdf, Zürich 1998. ISBN 3-7281-2702-7.
- Mit Peter Baccini: Netzstadt: Einführung in das Stadtentwerfen. Birkhäuser, Basel 2004, ISBN 3-7643-6962-0.
- Helvéti-Cité: Das Projekt «Netzstadt Drei-Seen-Land». Fallstudie zur urbanen Gestaltung des Territoriums. vdf, Zürich 2004, ISBN 3-7281-2961-5.

### Überbauungen
- Wohnsiedlung «Bleiche», Bern, 1978–1981.
- Mustersiedlung Scheuering, Deggendorf, 1988–1990.
- Lehrgebäude veterinärmedizinische Fakultät, Universität Bern, 1991.
- Wohnhöfe Drosselweg, Wohlen, 1992–1994.
- Siedlung «Prosper III», im Rahmen der IBA Emscher Park, Bottrop, 1993–1995.